# Krásná Hora (ort i Tjeckien)
Krásná Hora är en ort i Tjeckien.   Den ligger i regionen Vysočina, i den centrala delen av landet, 90 km sydost om huvudstaden Prag. Krásná Hora ligger 446 meter över havet och antalet invånare är 543.
Terrängen runt Krásná Hora är lite kuperad. Runt Krásná Hora är det ganska tätbefolkat, med 207 invånare per kvadratkilometer. Närmaste större samhälle är Havlíčkův Brod, 8,0 km öster om Krásná Hora. Trakten runt Krásná Hora består till största delen av jordbruksmark.